# 金燦宇
金燦宇（韓語：김찬우，1968年3月8日—），韓國男演員。1989年MBC公開徵選演員第19期。

## 演出作品

### 電視劇
- 1990年：MBC《我們的天國》
- 1992年：MBC《爱情是什麽》饰 小儿子正燮
- 1992年：MBC《铁罐子里的恋》
- 1993年：MBC《喜鹊媳妇》
- 1994年：SBS《三个男人和三个女人》
- 1996年：SBS《LA阿里郎》
- 1997年：MBC《灰姑娘》
- 1998年：SBS《順風婦產科》
- 1999年：SBS《KAIST》
- 1999年：SBS《有情》
- 2000年：SBS《女人萬歲》鄭赫
- 2001年：MBC《醫家四姊妹》
- 2005年：MBC《姐妹海》
- 2007年：KBS《愛也好恨也好》飾 吳達賢
- 2012年：KBS《過山南村2》

### 電影
- 1992年：《復誓血戦》（客串）